# Corny-Machéroménil
Corny-Machéroménil é uma comuna francesa na região administrativa de Grande Leste, no departamento Ardenas. Estende-se por uma área de 10,92 km². Em 2010 a comuna tinha 193 habitantes (densidade: 17,7 hab./km²).